# Hóhér

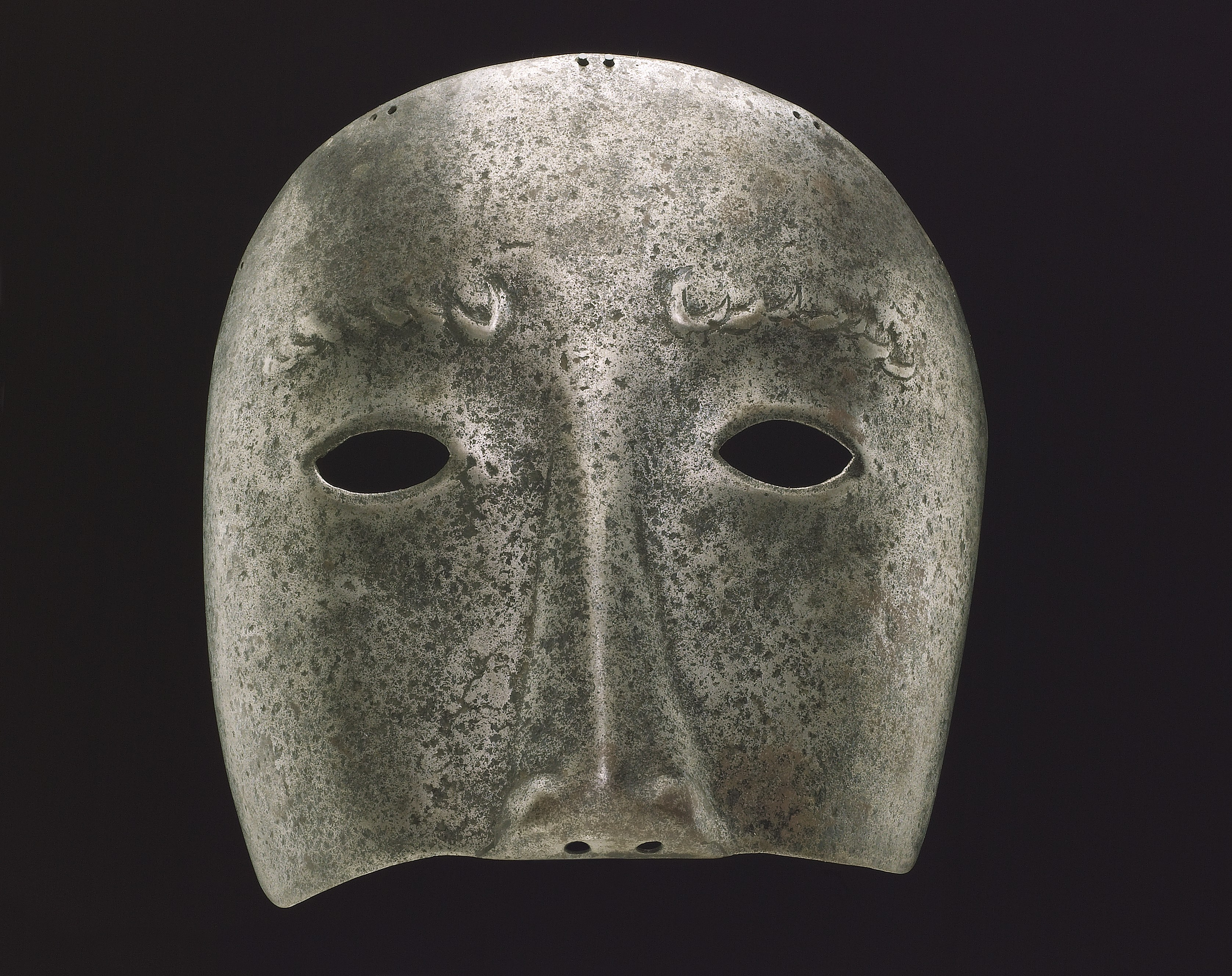
Fémből készült hóhérmaszk, Tudományos Múzeum (Science Museum), London

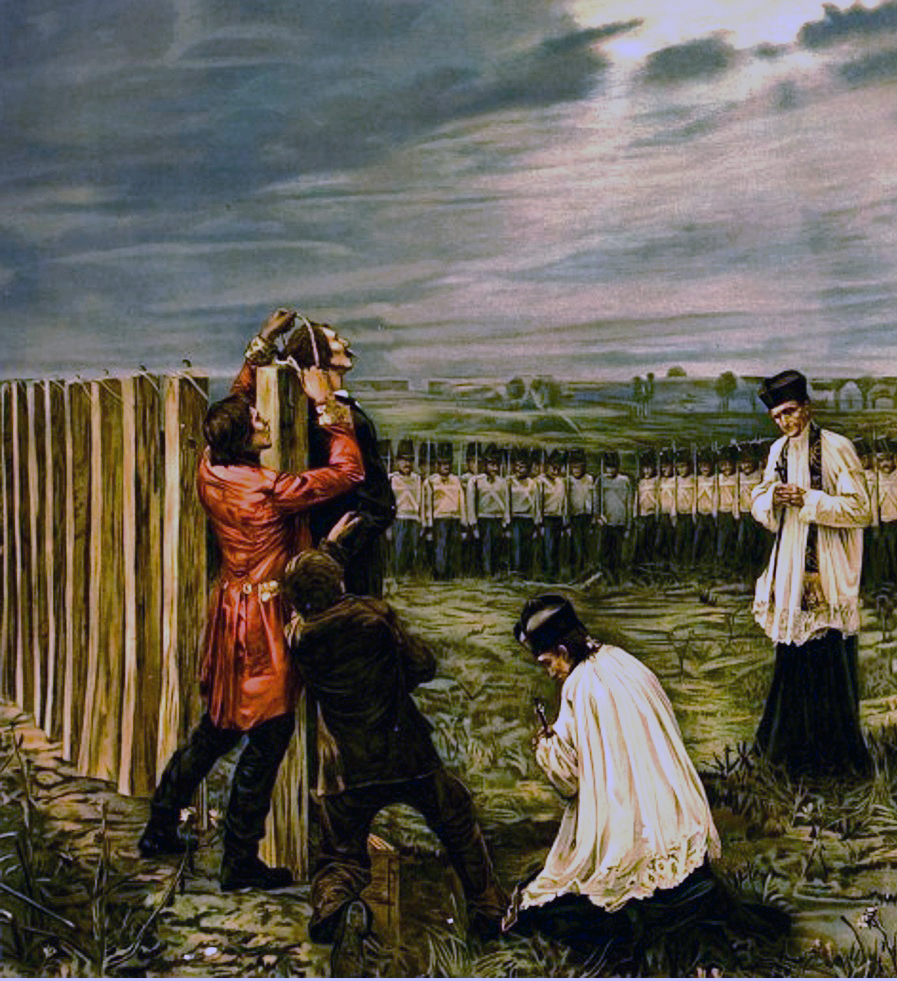
Thorma János: Aradi vértanúk (részlet), Franz Bott brünni katonai hóhér volt az aradi vértanúk kivégzője 1849. október 6-án

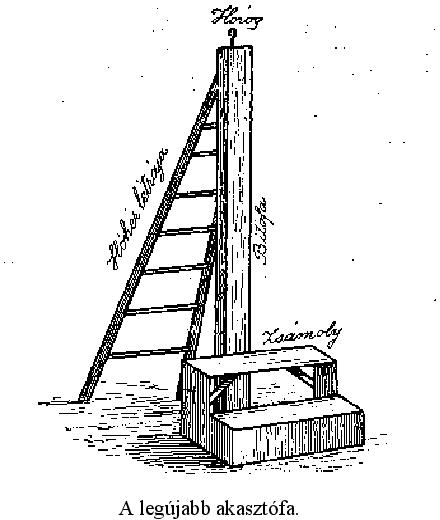
Akasztófa rajza, K. Nagy Sándor: A hóhér és a halálbüntetések című művének illusztrációja (1914)

Középkori hóhérpallosok, Királyi fegyvertár, Stockholm, Svédország

A hóhér, főként a letűnt időkben, a kiszabott halálbüntetést végrehajtó, az elítéltet kivégző hatósági személy elnevezése volt. A foglalkozás magyar elnevezése a Pallas nagy lexikona szerint az elavult német haher szóból származik. A középkorban a hivatásukat végző hóhérok külön társadalmi osztályt képeztek, melynek tagjai csak egymás között házasodhattak, s a foglalkozás apáról fiúra szállt. A mester ismertető jele a vörös palást és széles pallos volt.
A modern időkre megváltozott a szakma jellege. Európában a pallosjoggal rendelkező földesuraknak és városoknak az a lehetősége megszűnt, hogy pallosjogukat akasztófa jelezze a birtokuk határán és az Egyesült Államokban is nyomaveszett a települések szélén felállított bitófáknak. A középkori hóhérszakma mesteremberei így lassan eltűntek a modern társadalmakból.

## Etimológia
„Az eredetileg ‘karó, oszlop’ jelentésű, bizonytalan eredetű bitó mint ‘hóhér’ csak 1808 óta ismert.” Futaky István:  Jónéhány szó keletkezett a börtönszlengben a hóhér foglalkozás művelőjére: masnikötõ; gallérkészítő; mázsamester, vihodár; bogárimre; galóca; majsztró.

## Története
Egy élőlény életének, a kivégzés időpontjában hatályos törvények szerint történő jogszerű elvételét, a hóhér általában lefejezés, felakasztás, kerékbetörés stb. formájában hajtotta végre. 1494. június 14-én letartóztattak egy disznót, mert megfojtott és megcsonkított egy bölcsőjében fekvő kisgyereket. A bíróság az igazság érvényesítésének céljából akasztás általi halálra ítélte a börtönben raboskodó sertést. A középkori disznókat egyébként gyakran vádolták meg gyermekgyilkossággal, amiért általában akasztás vagy élve eltemetés büntetést mérték ki a bírák, mintha ember felett ítélkeztek volna.
A máglyahalálra ítélteket gyakran a füst vagy az élve elégés előtt a hóhér fojtotta meg. A hivatalos hatalom, az állam, a király, herceg, helytartó vagy az inkvizíció képviselőjének parancsára. 
A hóhérokat és a bakókat legtöbbször vörös csuklyában vagy palásttal és meztelen felsőtesttel, kezükben bárddal vagy pallossal ábrázolták, bár a valóságban nem csak ilyen öltözetben mutatkoztak. A hóhérok foglalkozása visszataszító mesterségnek számított minden időben. A hóhér az őt alkalmazó testülettől fizetést, ruházatot, ellátmányt kapott. 
A 17. században az eperjesi igazságszolgáltatás szolgáinak a katonaságnál végzett tevékenységért a következő taksák jártak: 
```
Egy-egy kínzás                               1 frt. 
Hurok vagy lefejezés                        12 frt.
Lefejezés és megégetés                      16 frt.
Lefejezés, máglya és kikötés                11 frt.
Lefejezés és kézvágás                       16 frt.
Kerékbetörés és kikötés                     18 frt. 
Akasztottaknak elföltlelése hurokleszedéssel 6 frt.
Orr-, fülcsonkítás                           6 frt.
Bélyegsütés                                  4 frt.
Kegyelemnyeréskor                       illeték fele
Napidíjak                                    3 frt.
A hóhérszemélyzet szállítása            katonai teher
A kínzottnak orvoslásdíja                   24 frt.
Impalatio (
karóbahúzás
)                     24 frt.
A test felnégyelése                         24 frt.
Az altest törése keréken                    20 frt.
[
7
]
```

Egy az Osztrák–Magyar Monarchia szolgálatában álló táblabíró részletes leírása így tudósít a korabeli hóhér akasztáskor végzett tevékenységéről:
A kir. ügyész pedig odafordul a hóhérhoz: — Hóhér! teljesítse kötelességét! A hóhér int a pribékeknek, ezek megfogják a halálra ítéltet, a kit még ekkor is bátorít a lelkész, az elítélt fellép (vagy fel léptetik) a zsámoly két lépcsőjén az akasztófa alá, háttal az akasztófára, a két pribék összekötözi kezét-lábát, ezalatt a hóhér felmegy a bitófa hátuljához támasztott létrán s előre hajolva, a kampós szegről lecsüngő kötélhurkot a vádlott nyakába akasztja, a pribékek kiveszik az elítélt lába alól a zsámolyt, a hóhér elkiáltja magát: Le! Ε szóra a pribékek az elítélt bokájára kötött s az oszlop alján levő csigán átvont kötelet meghúzzák, a hóhér az elítélt feje tetejére teszi az egyik tenyerét, a másikkal az állát fogja, az egész fejet előre nyomja, a csigolyából kiemeli a fejet s kitekeri az elítélt nyakát, ezután mindkét kezének négy ujjával az elítélt állát tartja — hogy a nyelv kiöltését megakadályozza —, két hüvelykével pedig a két szemhéját fogja le. Ezalatt a kétoldalt álló pribékek a kötelet folyton húzzák és néhány percz múlva beáll a halál. Ekkor a hóhér leszáll a létráról és a kir. ügyész elé áll: Teljesítettem kötelességemet!
A felvilágosodás gondolkodói az értelmet állították a középpontba és azt követően a halálbüntetés kezdett visszaszorulni a fejlett társadalmakban. 
Doktor Kotász! Doktor Kotász!
Az utolsó kivégzést a Szegedi Fegyház és Börtönben 1987-ben, Magyarországon pedig 1988-ban hajtották végre. A modern időkre a hóhér foglalkozás mint mesterség leáldozott, attól függetlenül is, hogy a világ sok országában a mai napig hivatalos törvények és ítéletek alapján még mindig végrehajtanak halálos ítéleteket az állami itéletvégrehajtók. Ezekben az országokban a kivégzések végrehajtása egyre „professzionálisabbá és tudományosabbá” vált a történelem folyamán.

## Híres hóhérok
- Klaas Carel Faber
- Tadashi Suzuki (1940–45)
- Giovanni Battista Bugatti (1779–1869)
- Piotr Śmietański (1899 június 27 – 1950 február 23)
- Vaszilij Mihajlovics Blohin (1895 január 7 – 1955 február 3)
- Albert Pierrepoint (1905 március 30 – 1992 július 10)
- John Clarence Woods (1911 június 5 – 1950 július 21)

### Magyar hóhérok
- Bogár János állami ítélet-végrehajtó
- Franz Bott brünni katonai hóhér
- Kornberger Mihály állami ítélet-végrehajtó (? - 1876)
- Kozarek Ferenc állami ítélet-végrehajtó (1876-1894)
- Bali Mihály állami ítélet-végrehajtó (1894-1925)
- Gold Károly állami ítélet-végrehajtó (1925-1928)
- Kozarek Antal állami ítélet-végrehajtó (1929-1932)
- Id. Bogár (Kovács) János állami ítélet-végrehajtó (1932-1944)
- Pradlik György, az utolsó magyar hóhér (? -1988)